# Leucosyrinx elsa
Leucosyrinx elsa é uma espécie de gastrópode do gênero Leucosyrinx, pertencente a família Pseudomelatomidae.